# L'Enseignement mathématique
L’Enseignement mathématique est une revue de mathématiques et de l'enseignement des mathématiques. Elle a été fondée en 1899 par Henri Fehr de Genève et par Charles-Ange Laisant de Paris comme coéditeurs en chef. À la mort de Laisant en 1920, c'est Adolphe Bühl qui le remplace. Bühl meurt en 1949, puis Fehr en 1954 ; depuis lors, le journal est géré par un comité de rédaction affilié à l'université de Genève. Il est l'organe officiel de la Commission internationale de l'enseignement mathématique (ICMI).
Malgré son nom, la revue publie peu d'articles sur l'enseignement des mathématiques, mais plutôt des articles de synthèse mathématique, sur la recherche mathématique et des contributions à l'histoire des mathématiques.
Depuis le volume 60 en 2015, les articles sont publiés par la Société mathématique européenne.
Les articles publiés depuis plus de cinq ans sont disponibles en ligne. Les langues acceptées sont l’anglais et le français.
Le volume 38 couvre les années 1939-1942. En 1942, la publication est suspendue et reprend avec le volume 39 qui couvre les années 1942-1950.
La revue publie aussi des Monographies de l'Enseignement mathématique à intervalles irréguliers.